# رودريغو راموس
رودريغو راموس (بالبرتغالية: Rodrigo Ramos‏) (14 يناير 1997 بجوازيرو في البرازيل - ) هو لاعب كرة قدم برازيلي في مركز الدفاع. شارك مع منتخب البرازيل تحت 20 سنة لكرة القدم. أما مع النوادي، فقد لعب مع شيكاغو فاير ونادي كوريتيبا.

## وصلات خارجية
- رودريغو راموس على موقع الدوري الأمريكي (الإنجليزية)
- رودريغو راموس على موقع قاعدة بيانات كرة القدم.إي يو (الإنجليزية)
- رودريغو راموس على موقع Soccerbase.com (لاعب) (الإنجليزية)
- رودريغو راموس على موقع Soccerway.com (الإنجليزية)
- رودريغو راموس على موقع عالم كرة القدم.نت (الإنجليزية)
- رودريغو راموس على موقع AS.com (الإسبانية)